# Paroaria gularis
La cardenilla capirroja (Paroaria gularis), también denominada cardenal bandera alemana (en Venezuela), cardenal pantanero (en Colombia), cardenal gorrirrojo (en Ecuador) o cardenal de gorro rojo (en Perú), es una especie de ave paseriforme de la familia Thraupidae, perteneciente al género Paroaria. Es nativa de la cuenca amazónica y del escudo guayanés en América del Sur.

## Distribución y hábitat
Se distribuye en las tierras bajas de Guyana, Surinam, Guayana Francesa, sureste y suroeste de Venezuela, Colombia oriental, el este de Ecuador, Perú oriental, septentrional, oriente de Bolivia y la cuenca del Amazonas en Brasil. En Brasil se encuentra solamente al sur del río Amazonas, con la excepción del noreste de Roraima y cerca al río Branco y el bajo río Negro.
Esta especie es considerada localmente común en sus hábitats naturales: las áreas inundables del bosque,  los pantanos, manglares, o zonas semiabiertas cerca del agua, hasta los 600m de altitud. Es común verlo en lugares húmedos, ligeramente arbolados, en pueblos o ciudades como Manaus o Puerto Maldonado.

## Descripción

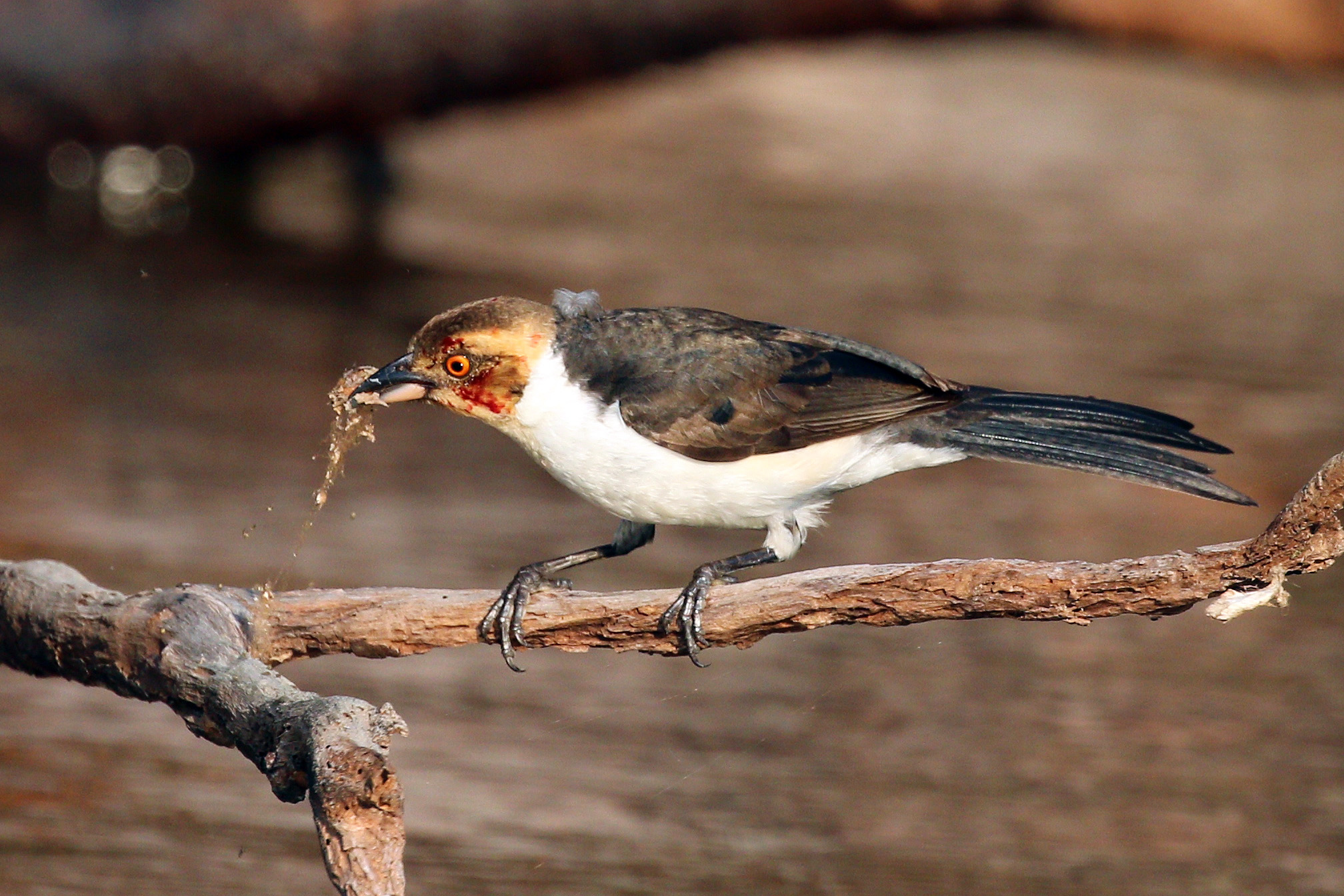
Paroaria gularis gularis, juvenil.

En promedio mide 16,5 cm de longitud y pesa 22 g. La subespecie nominal tiene la cabeza color carmesí; negruzca la región ocular y loreal; las partes superiores son de color negro y brillante, con un collar blanco ue se extiende hasta los lados del cuello, la parte inferior del pecho y el vientre. La garganta es de color negro, que se extiende hasta un punto en la parte superior del pecho. La mandíbula superior es de color negro, mientras que el inferior es de color de color carne. Las patas son de color gris oscuro (casi negro) y el iris es de color naranja. El patrón de los jóvenes se parece a los adultos, pero la parte superior es de color marrón oscuro, la cabeza es de color ocre a beige. El pico es completamente negro y el iris pálido, sin brillo, de color amarillo cremoso.
La subespecie P. gularis cervicalis presenta menos negras las regiones ocular y loral que la subespecie nominal, Paroaria gularis gularis.

## Comportamiento
Es bastante visible, se encuentra generalmente en parejas o en pequeños grupos familiares, cerca de orillas, frecuentemente en el suelo barriento y algunas veces sobre la vegetación flotante. Ocasionalmente trepa a los árboles buscando insectos en ramas grandes.

### Alimentación
Se alimenta de insectos, frutas y de granos como el arroz.

### Reproducción
Se ha registrado que se reproduce desde junio a septiembre en el norte de Sudamérica, pero en Sacha Lodge en el río Napo (Ecuador), un adulto fue visto alimentar a un joven tordo renegrido (Molothrus bonariensis) (que es parásito de cría de la cardenilla capirroja, a finales de marzo. Esto sugiere que la reproducción también puede ocurrir tan pronto como en febrero o marzo. No hay ninguna indicación de una diferencia en las épocas de reproducción entre subespecies.
Construye, en un árbol o cualquier otro lugar seguro, un nido en forma de cuenco, poco profunda, externamente de 10,9 cm de ancho y 7 cm de altura, e internamente de 7 cm de ancho por 4 de profundidad. Para el material de nido utiliza raicillas, ramas delgadas y helechos. La hembra pone dos o tres huevos de 21 a 22 por 16 mm, de color olivo blanquecino, opaco, con manchas gruesas marrón oscuro, más grandes en el extremo romo.

### Vocalización
El canto es una serie repetitiva pero variable de notas claras y dulces, por ej. «chit-tuiit-tu» o «suuiichu».

## Sistemática

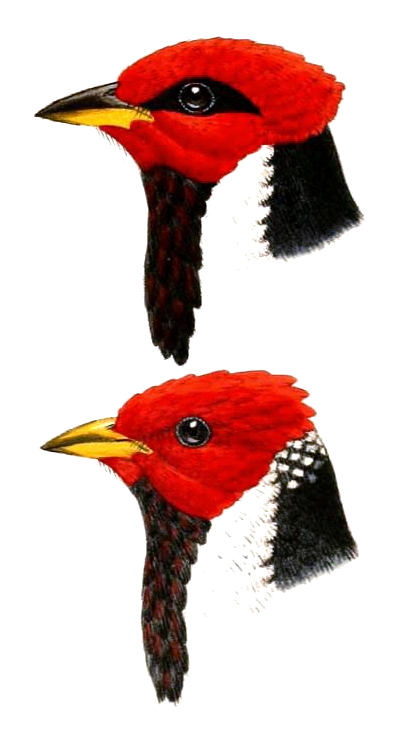
P. gularis gularis (arriba); P. gularis cervicalis (abajo), parte de ilustración de William Matthew Hart en Catalogue of the birds in the British Museum, 1888.

### Descripción original
La especie P. gularis fue descrita por primera vez por el naturalista sueco Carlos Linneo en 1766 bajo el nombre científico Tanagra gularis; la localidad tipo es: «Cayena, Guayana Francesa».

### Etimología
El nombre genérico femenino «Paroaria» deriva del nombre tupí «Tiéguacú paroára», usado para designar un pequeño pájaro de color amarillo, rojo y gris; baseado en «Paroare» de Buffon (1770–1783); y el nombre de la especie «gularis», del latín: de garganta, relativo a la garganta.

### Taxonomía
La especie Paroaria nigrogenis era tratada como una subespecie de la presente, pero los datos moleculares y morfológicos demostraron que se trataba de especies separadas; este tratamiento fue aprobado en la Propuesta N° 469 Parte A al Comité de Clasificación de Sudamérica (SACC). En la Parte B de la misma propuesta, se rechazó la elevación de P. gularis cervicalis y P. baeri xinguensis a especies plenas por falta de evidencias. Solamente el Comité Brasileño de Registros Ornitológicos (CBRO) considera a P. cervicalis como especie plena: el cardenal de Bolivia.

### Subespecies

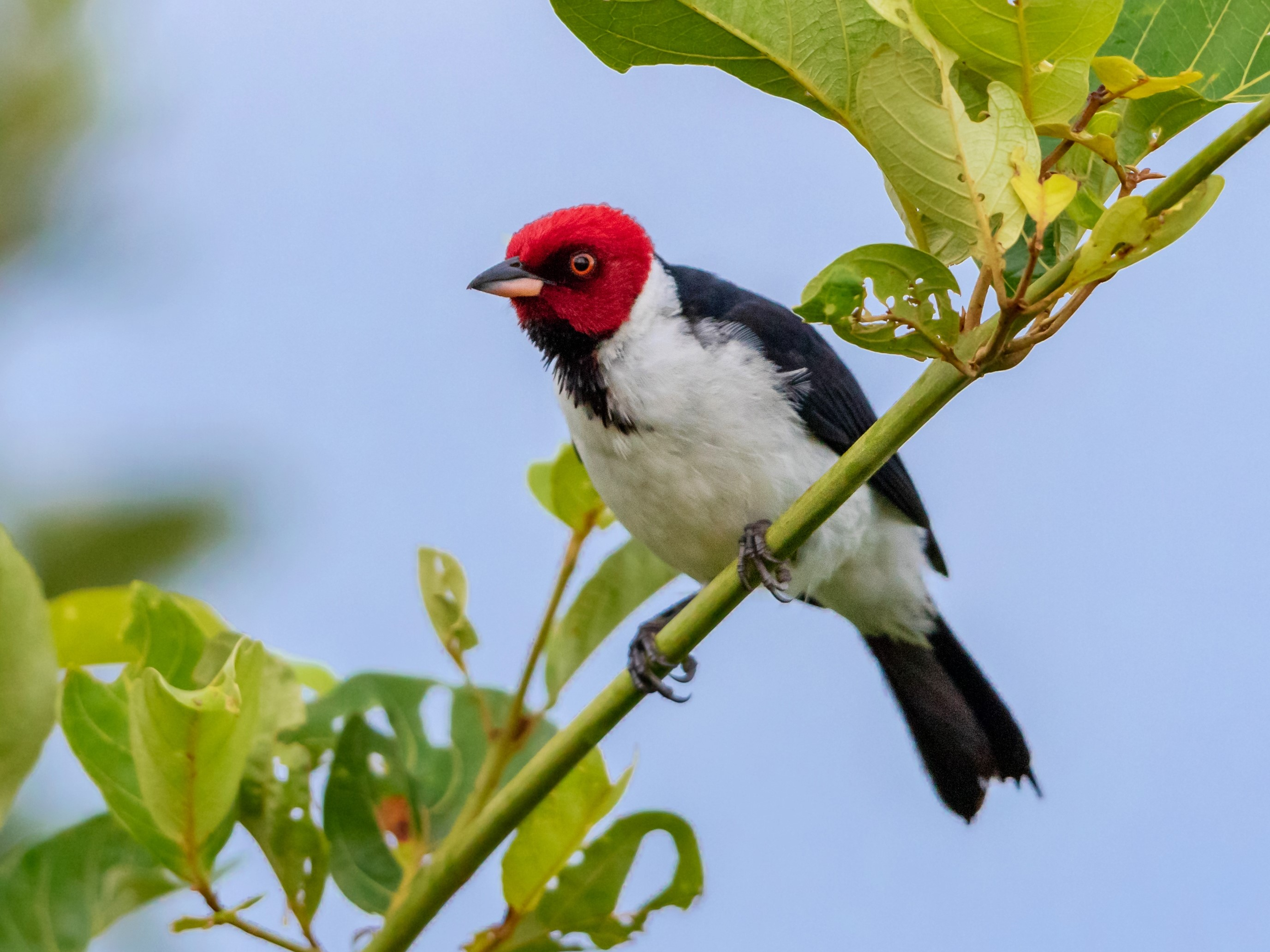
Paroaria gularis cervicalis

Según las clasificaciones del Congreso Ornitológico Internacional (IOC) y Clements Checklist/eBird v.2019 se reconocen dos subespecies, con su correspondiente distribución geográfica:
- Paroaria gularis gularis (Linnaeus, 1766) – sureste de Colombia hasta el sur de Venezuela, las Guayanas, este de Ecuador, este de Perú, y Amazonia brasileña.
- Paroaria gularis cervicalis P.L. Sclater, 1862 – norte de Bolivia y adyacencias de Brasil (Mato Grosso).